# Rupert Stöckl
Rupert Maria Stöckl (* 9. Oktober 1923 in München; † 8. August 1999 ebenda) war ein deutscher Maler.

## Leben
Rupert Stöckl begann 1936 eine Lehre als Dekorationsmaler. Im Jahr 1941 wurde er als Achtzehnjähriger zum Arbeitsdienst eingezogen. Im Herbst desselben Jahres erhielt er eine Infanterie-Kurzausbildung und wurde an die Ostfront vor Moskau geschickt. Nach mehreren Verwundungen wurde er zum Unteroffizier befördert und leitete dann einen Gefangenentrupp, der in der Münchner Innenstadt Bombenschäden beheben und Trümmer beseitigen musste. 1945 wurde er in Ingolstadt Kriegsgefangener der US-Amerikaner.
Ab 1945 verdiente er sein Geld als Dekorationsmaler und Restaurator. In den folgenden Jahren begann er professionell zu malen. Seine künstlerische Laufbahn begann ab dem Jahr 1950 mit ersten abstrakten Arbeiten. Seine Bilder wurden im In- und Ausland ausgestellt, zum Beispiel in der Münchner Kunstausstellung 1953/54/55/56, der Biennale Jeune Peinture in Paris, der Biennale di Venezia oder der Expo 1967 in Montreal.
Er lebte bis zu seinem Tod zusammen mit seinem Lebensgefährten Joachim Albert in München und galt zu Lebzeiten als Münchner Original.

## Werk
Sein künstlerisches Werk umfasst Gemälde, Collagen, Graphiken, dreidimensionale und skurrile Objekte und bemalte Gebrauchsgegenstände wie Speisekarten, Plakate, Tassen oder Bierkrüge. Stilmäßig ließ er sich nicht festlegen.

## Auszeichnungen
- 1959: Goldmedaille Premio Bagutta in Spotorno
- 1963: Förderpreis der Stadt München
- 1967: Silbermedaille auf der Expo in Montreal
- 1969: Schwabinger Kunstpreis
- 1976: Wirtschaftsplakat des Jahres für die Süddeutsche Zeitung
- 1992: Bundesverdienstkreuz am Bande
- 1998: Goldene Ehrennadel Künstlerkreis Kaleidoskop
- 1999: Medaille in Gold München leuchtet